# Liudmila Poràdnik
Liudmila Poràdnik (ucraïnès: Людмила Костянтинівна Бобрусь-Порадник)  (Kíiv, 11 de gener de 1946) és una ex-jugadora d'handbol ucraïnesa que va competir sota bandera soviètica durant la dècada de 1970.
El 1976 va prendre part en els Jocs Olímpics de Mont-real, on guanyà la medalla d'or en la competició d'handbol. Quatre anys més tard, als Jocs de Moscou, revalidà la medalla d'or en la competició d'handbol.
En el seu palmarès també destaquen dues medalles de plata al Campionat del món d'handbol, el 1975 i 1978, i una de bronze al de 1973. A nivell de clubs jugà al Spartak de Kíev (1970-1980), amb qui guanyà les lligues soviètiques entre 1970 i 1980 i la Copa d'Europa de 1970, 1971, 1972, 1973, 1977 i 1979.